# Frank Neubert
Frank Neubert (Bad Herrenalb, 28 settembre 1915 – Gütersloh, 13 dicembre 2003) è stato un militare e aviatore tedesco che prestò servizio nella Luftwaffe durante e dopo la seconda guerra mondiale. Durante la sua carriera ha svolto 350 missioni di combattimento (di cui 230 a bordo del cacciabombardiere del Junkers Ju 87 Stuka) nei più svariati teatri operativi, distruggendo una petroliera, un cacciatorpediniere, e conseguendo anche la prima vittoria aerea della Luftwaffe nella seconda guerra mondiale..

## Biografia
Nacque a Bad Herrenalb, vicino a Karlsruhe, il 28 settembre 1915. Arruolatosi nella Luftwaffe nel 1936, prestò servizio come pilota dell'aviazione d'assalto presso lo Stukageschwader 2 "Immelman", volando sui bombardieri in picchiata Junkers Ju 87 Stuka. All'inizio della seconda guerra mondiale partecipò alla campagna di Polonia. La mattina del 1 settembre 1939, con il suo aereo, decollò dall'aeroporto di Nieder-Ellgu (Alta Sassonia), parte di un gruppo di aerei Ju-87, si diresse per bombardare l'aeroporto di Cracovia-Radowice. Sulla via del ritorno, nella zona del villaggio di Balice, si imbatté in un ben mimetizzato campo d'aviazione secondario, dove si trovavano dei caccia PZL P.11c del Dyon III/2 della 121 Eskadra che stavano decollando. Durante il successivo duello aereo, egli riuscì a sparare con successo una raffica di mitragliatrice contro l'aereo del capitano Mieczyslaw Medvetsky, il comandante dello squadrone, il cui PZL P.11 prese fuoco a mezz'aria e si schiantò al suolo insieme al pilota, causandone la morte. Il secondo caccia polacco, pilotato da Władysław Gnyś evitò il combattimento aereo con bombardieri in picchiata, attaccando dopo qualche tempo alcuni bombardieri Dornier Do 17 ed abbattendone due. Neubert divenne il primo aviatore tedesco a conseguire una vittoria aerea nella seconda guerra mondiale, così come Gnys per l'aviazione polacca.
Nel corso del 1940 partecipò alla campagna contro la Francia  e dal 10 maggio al mese di luglio fu Staffelführer del 1./StG.2. Dal luglio 1940 al settembre 1940 servì come Staffelkapitän di 2./St.G. 2 partecipando alle operazioni contro. l'Inghilterra. Nell'aprile-maggio 1941, durante la campagna nei Balcani si distinse nell'attacco al passo di Rupel in Jugoslavia, e nell'attacco alle navi britanniche presenti nel porto del Pireo e nel golfo di Corinto. I piloti della sua squadriglia affondarono un cacciatorpediniere e diverse navi mercantili nemiche al largo delle coste greche e nell'area di Creta. Per i servizi militari compiuti fu decorato con la Croce di Ferro di prima classe per l'affondamento di una petroliera da 4 000 tonnellate. Il 18 marzo 1942 fu nominato Kommandeur della I./Sturzkampffliegerschule 1 a Wertheim, ricoprendo tale incarico sino al 14 ottobre 1942. Il 24 giugno 1942 ricevette la Croce di Cavaliere della Croce di Ferro per le operazioni riuscite sul . Il 15 ottobre 1942 fu mandato a combattere sul fronte orientale come Gruppenkommandeur del II./Sch.G. 1, volando sugli Henschel Hs 129. Il 30 gennaio 1943, nell'area di Voroshilovgrad, il suo Hs 129B-2 (W.Nr. 0306) fu colpito ed abbattuto dall'artiglieria antiaerea sovietica vicino a Skurbiy, ed egli rimase ferito, ma riuscì a raggiungere il territorio occupato delle truppe tedesche.
Il 10 settembre 1943, già promosso maggiore il 1 dicembre dello stesso anno, fu nominato comandante del II./SG101. Rimase al comando del II/SG101 fino al 27 dicembre 1944, Dal 9 gennaio al 4 febbraio 1945 fu a comandante del II./SG102. Alla fine della guerra era considerato uno dei piloti d'attacco più abili della Luftwaffe avendo effettuato un totale di 350 missioni belliche, di cui 230 sugli Ju 87, il resto sugli Hs 129 e sugli Fw 190.
Rientrato in servizio nella Luftwaffe della Repubblica Federale Tedesca nel 1958, andò in pensione definitivamente nel 1972 con il grado di tenente colonnello. Nel 1989, in occasione del cinquantesimo anniversario dell'invasione della Polonia, si incontrò con il pilota polacco Władysław Gnyś nella casa di quest'ultimo a Beamsville, in Canada. Si spense a Gütersloh il 13 dicembre 2003, lasciando un figlio e una figlia.

### Annotazioni
1. ↑  Sia Neubert che il suo mitragliere Franz Klinger sopravvissero al conflitto.

### Fonti
1. 1 2 3 4 5 6 7  Valka.
2. 1 2 3 4 5 6  Traces of War.
3. ↑  Mattioli 2017, p. 17.
4. ↑  Mattioli 2017, p. 16.
5. 1 2 3  Mattioli 2017, p. 18.
6. ↑  Mattioli 2017, p. 19.
7. 1 2 3 4 5 6 7 8 9 10  Alifrafikkhan.
8. ↑  Mattioli 2017, p. 20.
9. ↑  Fellgiebel 2000, p. 322.
10. 1 2  Patzwall, Scherzer 2001, p. 328.